# El Tesoro, Guanajuato
El Tesoro är en ort i Mexiko.   Den ligger i kommunen Apaseo el Grande och delstaten Guanajuato, i den centrala delen av landet, 200 km nordväst om huvudstaden Mexico City. El Tesoro ligger 1 813 meter över havet och antalet invånare är 287.
Terrängen runt El Tesoro är platt åt sydost, men åt nordväst är den kuperad. Runt El Tesoro är det ganska tätbefolkat, med 149 invånare per kvadratkilometer. Närmaste större samhälle är El Pueblito, 19,5 km öster om El Tesoro. Trakten runt El Tesoro består till största delen av jordbruksmark.